# Symfonie nr. 7 (Holmboe)
Vagn Holmboe voltooide zijn Symfonie nr. 7 in 1950.
Holmboe vond dat er eigenlijk geen goede symfonie meer geschreven kon worden na de genrewerken van Carl Nielsen. Zelf hield hij zich daar niet aan; hij zou er veertien componeren. Deze Symfonie nr. 7 is de zevende in de genummerde reeks; hij schreef een ongenummerde symfonie tussen de symfonieën nrs. 8 en 9.
Holmboe schreef zijn zevende symfonie in één deel (ook wel doorgecomponeerd genoemd), terwijl ze in zeven secties valt. Het geheel is gebaseerd op een ritmisch motief met grote terts, dat gelijkenis vertoond met deel 2 van de Symfonie nr. 6. Dat motief komt keer op keer terug in de hoofdsecties. De secties worden onderling gescheiden door intermezzi; het werk wordt afgesloten door middel van een coda. Holmboe experimenteerde in deze symfonie verder met wat zijn metamorfosestijl zou worden. De muziek is hier en daar dreigend en werd wel vergeleken met die van Dmitri Sjostakovitsj.
Secties:    
1. Allegro con fuoco
2. Intermedio I-Andantiono
3. Adagio
4. Intermedio II-Andantino
5. Presto
6. Intermedio III- Andantino
7. Coda-Andante

Nicolai Malko leidde de première op een donderdagavondconcert in gedurende het seizoen 1950/1951; hij stond voor het Deens Radio Symfonieorkest.
Orkestratie
- 3 dwarsfluiten (III ook piccolo), 2 hobo’s, 2 klarinetten, 2 fagotten
- 4 hoorns, 3 trompet, 3 trombones, 1 1 tuba
- pauken, 3 man/vrouw percussie, celesta
- violen, altviolen, celli,  contrabassen

Symfonie nr. 1 · nr. 2 · nr. 3 · nr. 4 · nr. 5 · nr. 6 · nr. 7 · nr. 8 · Sinfonia in memoriam · nr. 9 · nr. 10 · nr. 11 · nr. 12 · nr. 13 ·